# 敖泥哈嘎大泡子
敖泥哈嘎大泡子是一个位于中国吉林省白城市的湖泊，面积约为1.39平方千米，属于东北平原。它的一级流域为黑龙江流域，二级流域为松花江水系。